# Reagrupament Democràtic Martiniquès
El Reagrupament Democràtic Martiniquès (RDM) és un partit polític de Martinica fundat el 26 de març de 2006 pel president del Consell General de Martinica, Claude Lise, com a escissió del Partit Progressista Martiniquès (PPM). Ideològicament s'engloba en l'esquerra autonomista.

## Representació institucional
El RDM compta amb 9 electes al Consell General de Martinica (Athanase Jeanne-Rose, Geneviève Chanteur, Eugène Larcher, Ange Lavenaire, Raphaël Martine, Charles-André Mencé, Alfred Monthieux, Belfort Birota i Claude Lise) i 3 escons al Consell Regional de Martinica (Claude Cayol, Madeleine de Grandmaison i Marthe-Marie Vélayoudon). El RDM controla el càrrec de maire (alcalde) a set comunes: Raphaël Martine (Saint-Pierre), Ange Lavenaire (Le Marigot), Alfred Monthieux (Le Robert), Athanase Jeanne-Rose (Saint-Joseph), Joachim Bouquéty (Grand'Rivière) Charles-André Mencé (Ducos) i Eugène Larcher (Les Anses-d'Arlet). També té dos alcaldes aparentats, Nestor Azérot (Sainte-Marie) i Gilbert Eustache (Le Diamant).

## Història recent
El 14 d'octubre de 2007 Madeleine de Grandmaison fou nomenada diputada al Parlament Europeu després de la dimissió de l'eurodiputat Paul Verges, originari de l'Illa de la Reunió.
L'abril de 2008, Ange Lavenaire, alcalde de Le Marigot, fou elegit president de la CCNM (Comunitat de Comunes del Nord Martinica) i Eugène Larcher, alcalde de Les Anses-d'Arlet, president de la CAESM (Comunitat de l'Aglomeració de l'Espai Sud de Martinica). Joachim Bouquéty, alcalde de Grand'Rivière, fou elegit president del SCNA (Sindicat de les Comunes del Nord Atlàntic).